# 原鰭海龍
原鰭海龍（学名：Anarchopterus criniger），为輻鰭魚綱棘背魚目海龍魚科的其中一種，分布於西大西洋區，從美國北卡羅來納州、加勒比海至巴西海域，體長可達10公分，棲息在岩礁區，卵胎生。